# ライツアウトマーチ
『ライツアウトマーチ』（英語：Lights Out March）は、アメリカ合衆国のE.E.マッコイにより1905年に作曲された行進曲である。曲後半のトリオの繰り返し前で米軍で用いられている消燈ラッパのメロディーが使われており、省略されて『ライツ・アウト』、『消燈』とも呼ばれる。

## 解説
経緯は不明だが、アメリカ海軍の訓練所のために書いた作品と言われている。
フジテレビジョン、関西テレビ放送のスポーツ関係番組のテーマ曲として、1959年3月の放送開始から1985年10月まで使用されていた。（フジテレビ・スポーツテーマも参照）
また、本楽曲の編曲作品として、カリフォルニア大学バークレー校の応援歌ファイト・フォア・カリフォルニアがある。ロバート・N・フィッチにより編曲されたものであり、現在でもスポーツ等の応援やイベント時に使用されている。